# O Morrazo
Die Comarca O Morrazo ist eine der zehn Comarcas in der Provinz Pontevedra.
Die im Westen der Provinz gelegene Comarca umfasst 4 Gemeinden auf einer Fläche von 140,66 km².

## Gemeinden
| Gemeinde          | Einwohner (2024) | Fläche km² | Dichte Einw./km² | Cod INE | Postleitzahl |
| ----------------- | ---------------- | ---------- | ---------------- | ------- | ------------ |
| Bueu              | 11.837           | 30,84      | 384              | 36004   | 36930        |
| Cangas do Morrazo | 26.714           | 38,08      | 702              | 36008   | 36940–36986  |
| Marín             | 24.154           | 36,68      | 659              | 36026   | 36900        |
| Moaña             | 19.315           | 35,06      | 551              | 36029   | 36950        |
| Comarca O Morrazo | 82.020           | 140,66     | 583              | –       | –            |

1. ↑  Instituto Nacional de Estadística Municipal Register of Spain